# Йохансен, Ян
Ян Йо́хансен (норв. Jan Johansen; 3 декабря 1944, Тёнсберг) — норвежский гребец-байдарочник, выступал за сборную Норвегии в середине 1960-х — начале 1970-х годов. Чемпион летних Олимпийских игр в Мехико, бронзовый призёр Олимпиады в Мюнхене, чемпион мира, серебряный призёр чемпионатов Европы, победитель многих регат национального и международного значения.

## Биография
Ян Йохансен родился 3 декабря 1944 года в коммуне Тёнсберг губернии Вестфолл. Активно заниматься греблей начал с раннего детства, проходил подготовку в местном одноимённом каноэ-клубе «Тёнсберг».
Первого серьёзного успеха на взрослом международном уровне добился в 1966 году, когда попал в основной состав норвежской национальной сборной и побывал на чемпионате мира в Восточном Берлине, откуда привёз награду серебряного достоинства, выигранную в зачёте двухместных байдарок на дистанции 10000 метров. Благодаря череде удачных выступлений удостоился права защищать честь страны на летних Олимпийских играх 1968 года в Мехико — в составе четырёхместного экипажа, куда также вошли гребцы Стейнар Амундсен, Туре Бергер и Эгиль Сёбю, обогнал на дистанции 1000 метров всех своих соперников и завоевал тем самым золотую олимпийскую медаль.
В 1969 году на европейском первенстве в Москве Йохансен выиграл серебряную медаль в двойках на десяти километрах. В следующем сезоне посетил чемпионат мира в Копенгагене, откуда вернулся с наградой золотого достоинства, выигранной в байдарках-четвёрках на десяти километрах. Ещё через год на аналогичных соревнованиях в югославском Белграде в двойках на десяти тысячах метрах удостоился серебра. Будучи одним из лидеров гребной команды Норвегии, благополучно прошёл квалификацию на Олимпийские игры 1972 года в Мюнхене — в четвёрках с теми же партнёрами, как и четыре года назад, получил на сей раз бронзу — в решающем заезде его обошли экипажи из СССР и Румынии. Вскоре по окончании этих соревнований принял решение завершить карьеру профессионального спортсмена, уступив место в сборной молодым норвежским гребцам.